# 香港島專線小巴11線
香港島專線小巴11線為一條已取消的專線小巴路線，來往田灣至銅鑼灣謝斐道。
因為本路線比31線迂迴，而且碧荔道及沙灣一帶和10線重疊，加上班次疏落，因此客量不佳。本路線取消前大部分日子已不再派車行走，成為「有線無車」之路線，即使進智公交接手後也是一樣。據網上討論引述運輸署的回覆指，此路線有編定按班次開出，每小時一班（但回覆中所提供的班次不合邏輯），惟張貼於銅鑼灣總站的更表並無列出此路線的任何派車資料。

## 歷史
- 1978年10月：路線投入服務，來往大口環和海洋公園。[5][6][7]
- 1979年4月8日：改為來往銅鑼灣和香港仔。[8]
- 1982年8月22日﹕改經第三街、東邊街及醫院道，其後取消。[9]
- 1999年5月﹕總站遷往田灣新巴士總站。
- 2011年2月18日：進智公交宣佈以三仟二佰萬元全面收購原有營辦商（香港專線小巴有限公司，原屬冠榮車行集團成員）。[10]
- 2011年4月1日：香港專線小巴有限公司正式歸屬進智公交旗下，本路線改由進智公交營辦。
- 2013年10月12日：配合同組別路線重組而取消服務。[11]

## 行車路線
- 往田灣邨途經：謝斐道、波斯富街、駱克道、軍器廠街、夏慤道、添馬街、德立街、樂禮街、夏慤道、紅棉路、上亞厘畢道、堅道、般咸道、薄扶林道、碧荔道、域多利道、大口環道、沙灣徑、域多利道、華康街、華景街、華樂徑、華富道、石排灣道及田灣街
- 往銅鑼灣（崇光）途經：田灣街、田灣山道、香港仔海傍道、石排灣道、華富道、華景街、華康街、域多利道、沙灣徑、大口環道、域多利道、金粟街、碧荔道、薄扶林道、般咸道、堅道、奧卑利街、荷李活道、雲咸街、下亞厘畢道、花園道、金鐘道、軍器廠街、駱克道，景隆街及謝斐道